# José Augusto Correia de Campos
José Augusto Correia de Campos (Vila Nova de Paiva, Viseu, 5 de dezembro de 1890 — São Sebastião da Pedreira, Lisboa, 10 de setembro de 1977) foi um capitão do exército português, escritor e arqueólogo.

## Biografia
Nasceu em  5 de dezembro de 1890 na freguesia de Vila Nova de Paiva do concelho homónimo, filho de Manuel Augusto Corrêa e Campos (Povolide, Viseu, 14 de dezembro de 1859 — 14 de setembro de 1934) e de Maria Santa de Sá (Vila Nova de Paiva, Viseu, 19 de novembro de 1868 — 15 de julho de 1955). Era o terceiro filho de sete irmãos, dos quais apenas cinco sobreviveram à infância.
Estudou em Viseu, na Universidade de Coimbra e na antiga Escola de Guerra, onde entrou em 1911, fazendo o curso da Arma de Infantaria.
Em 29 de Dezembro de 1915, casou-se em Lisboa com Celeste Teresa Rodrigues Alves Valladares (São Paulo, Lisboa, 20 de novembro de 1892 — São Domingos de Benfica, Lisboa, 31 de março de 1981), filha de António Joaquim Alves Valladares (Messegães, Monção, 25 de agosto de 1834 — Santos-o-Velho, Lisboa, 13 de outubro de 1917) ComNSC, Fidalgo cavaleiro da Casa Real e abastado proprietário, e de Francisca do Carmo da Conceição Rodrigues (Caparica, Almada, 10 de outubro de 1854 — 8 de julho de 1929). Deste casamento teve dois filhos: Maria Teresa Valladares Correia de Campos (Santos-o-Velho, Lisboa, 22 de novembro de 1916 — Campo Grande, Lisboa, 10 de abril de 1993), que casou com o Dr. Vasco dos Santos Telles de Malafaia (Vila Nova de Paiva, Viseu, 28 de dezembro de 1909 — São Sebastião da Pedreira, Lisboa, 13 de abril de 1978), médico e seu primo em 6.º grau, tendo tido duas filhas; e António Valladares Correia de Campos (Santos-o-Velho, Lisboa, 7 de fevereiro de 1919 — Lisboa, 3 de junho de 2004), coronel de cavalaria, que casou com Maria Mayor de Castro Lobo Pimentel de Brito Tavares (19 de novembro de 1928 — 22 de março de 2009), tendo tido sete filhos.
Integrado no Regimento de Infantaria 34, combateu em França na Primeira Guerra Mundial e, por se ter destacado em combate, foi agraciado com a Cruz de Guerra de 1.ª classe, além de outras condecorações. Tendo sofrido vários ataques de gases, regressou a Portugal, como "inválido de guerra".
Depois de desempenhar as funções de Chefe de Gabinete do ministro das Finanças, general Sinel de Cordes, foi nomeado para Timor, como Ajudante-de-Campo do Governador e, mais tarde, como Comandante Militar de Manufai, durante 18 meses.
De regresso à Metrópole, iniciou uma actividade cultural e literária. Intelectual entusiasta da arqueologia, financiou escavações, reconstituição de monumentos, deslocações de investigadores, organização de museus, entre outras.
O capitão José Augusto Correia de Campos morreu em 10 de Setembro de 1977 em sua casa na rua Marquês da Fronteira n.º 121, 1.º direito, freguesia de São Sebastião da Pedreira de Lisboa.
Como homenagem, a directoria do Instituto Brasileiro da Cultura Luso-Afro-Asiática (IBRACLA) resolveu conceder a Correia de Campos, a título póstumo, a categoria de Membro Sapiente e escreveu a propósito da sua morte:
«Português da melhor têmpera, de família aristocrática tradicional, cavalheiro de esmerada educação e excelsas virtudes, personalidade rica de conteúdo, homem íntegro e de sobeja bondade, altruísta companheiro de trabalho, chefe de família exemplar, era respeitado e admirado por todos quantos conheciam esse Homem, de espírito admirável e infatigável nas suas quase nove décadas de vida. Com ele, Portugal perdeu um de seus filhos dilectos e a cultura nacional, em particular a arqueologia, um dos especialistas mais insignes de todos os tempos.»
«Com o desaparecimento de tão ilustre figura, o Instituto Brasileiro da Cultura Luso-Afro-Asiática perde não só um dos seus Membros mas também um dos seus primeiros colaboradores e grande incentivador.
Ficamos mais pobres pela ausência que vamos sofrer do estímulo inteligente, idôneo, nobre, eficiente e desassombrado de José Augusto Correia de Campos.»
Tem, na sua terra natal, uma rua com o seu nome, a Rua Capitão Correia de Campos .
Quando da sua morte, deixou vários estudos inéditos, que foram confiados ao Dr. Francisco José Velozo para publicação, tendo sido publicados: Dolmens: Habitações ou Necrópoles? e A Propósito das Muralhas Antigas de Lisboa.

## Obra
Correia de Campos publicou, entre outros, os seguintes trabalhos:
- 1932: A Resolução do Problema Monetário de Timor[4].
- 1935: Mundo Novo que Surge[5].
- 1950: Imagens de Cristo em Portugal (com a revelação de alguns tipos inconográficos anteriores à formação da nacionalidade, em bronze hispânico)[6].
- 1956: A Virgem na Arte Nacional (obra em que se revela a Virgem apocalíptica portuguesa ou preexistente, com a descoberta no país da única escultura desta Virgem existente no mundo da cristandade. Igualmente por porvas documentais seguras, o autor conseguiu provar que o tipo iconográfico da Senhoro do Ó, a protectora das parturientes, é portuguesa e não espanhola)[7].
- 1958: Os Árabes na Conquista — Seus Métodos Colonizadores, Seu Espírito de Tolerância, Seu Papel na História Geral da Civilização, Revista da Artilharia n.º 389-390.
- 1962: Representações da Fauna na Arte Árabe[8].
- 1963: Arqueologia Árabe em Portugal[9].
- 1965: A Artilharia Antes da Invenção das Bocas de Fogo (obra em que se enquandram os mitos na História das Religiões, e se lhes encontra a origem, o que nunca fora posto em foco no estudo das populações aborígenes)[10].
- 1967: Mitos e Contos do Timor Português[11].
- 1970: Monumentos da Antiguidade Árabe em Portugal[12].
- 1971: Justiça aos Mortos[13].
- 1972: A Arquitectura Árabe do País e o II Congresso Nacional de Arquitectura[14].
- 1973: Os Mitos e a Imaginação Contista no Estudo das Origens do Povo Timorense[15].
- 1982 (post.): Dolmens: Habitações ou Necrópoles?, revista Beira Alta vol. XLI.
- 1985 (post.): A Propósito das Muralhas Antigas de Lisboa[16], Boletim de Trabalhos Históricos vol. XXXVI.